# Besnyő László
Besnyő László (Budapest, 1958. március 27. – ) költő, promóter, producer, a Magyar Koncertszervezők Szövetségének volt elnöke, a Vének Tanácsának kitalálója, a Krokodil Rock Kft. alapító, többségi tulajdonosa. 40 éve dolgozik a promóter szakmában, legrégebbiként a most regnálók között.

## Gyermekkora
Neológ zsidó polgári család első gyermekeként született. A hosszú hajú, lázadó fiú már általános iskolás korában komolyan érdeklődni kezdett az irodalom iránt, szabadidejében legszívesebben olvasott. A rá nagy hatással lévő iskolatársaival, Dévényi Ádámmal és Geltz Péterrel egymás kezébe adták a számukra olyan meghatározó könyveket, mint a Martin Eden, A Legyek Ura, az Úton, vagy az Üvöltés. Led Zeppelin, Deep Purple és Ten Years After zenéket hallgattak, Illés, Mini és Syrius koncertekre jártak.

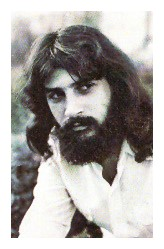
Besnyő László

Az általános iskolai évek után a Zrínyi Ilona Gimnáziumban folytatta tanulmányait, ahol életre szóló barátságokat kötött. Műsorokat szervezett, aztán később a gimnázium irodalmi életében is tevékenyen részt vett. Az iskolai lapban verseket jelentetett meg, majd a Római Birodalom triumvirátusai alapján megalapította a Triumvirtus Irodalmi Színpadot. A Legyek Urából irodalmi estet rendezett, melyet más gimnáziumokban és a JATE Klubban is bemutatott. Tanulmányai során jó eredményeket szerzett, kedvenc irodalmi korszaka a XX. század első felének magyar költészete volt.

## Tanulmányai, az egyetemi évek
Édesapja nyomására jogi pályára lépett, 1977-1982 között az ELTE Jogi Karának növendéke. Egyetemi évei alatt tapasztalta meg először az antiszemitizmust a Kádár rendszerben. Felvételt csak másodszori próbálkozásra nyert az egyetemre. Első ízben, lezsidózta a felvételiztető professzor.
Szakdolgozatát külön engedéllyel szociológiából írta. „Közérzet, költői magatartás, kultúrpolitika” címmel. Diplomamunkájának célja a költészet és a szociológia összekapcsolása volt. Számos költővel készített interjút pl. Páskándi Gézával, Veress Miklóssal. Tanárai voltak: Sólyom László, Mádl Ferenc, Györgyi Kálmán, Németh János, Kéry László, Vékás Lajos.
Az egyetemi évek alatt irodalmi esteket szervezett az ELTE híres Egyetemi Színpadára, mely akkor meghatározó szellemi központként működött. Ott mutatta be a Fiatal Költők Estjét, –  melyben külön szerzői fejezete volt Dévényi Ádámnak, Geltz Péternek, Merza Gábornak, Lajta Gábornak és Karácsony Andrásnak – majd önálló műsorát Kapcsolatok címmel. Harmadik szerzői estjét a Sztriptízt, barátja, Darabos János rendezte.

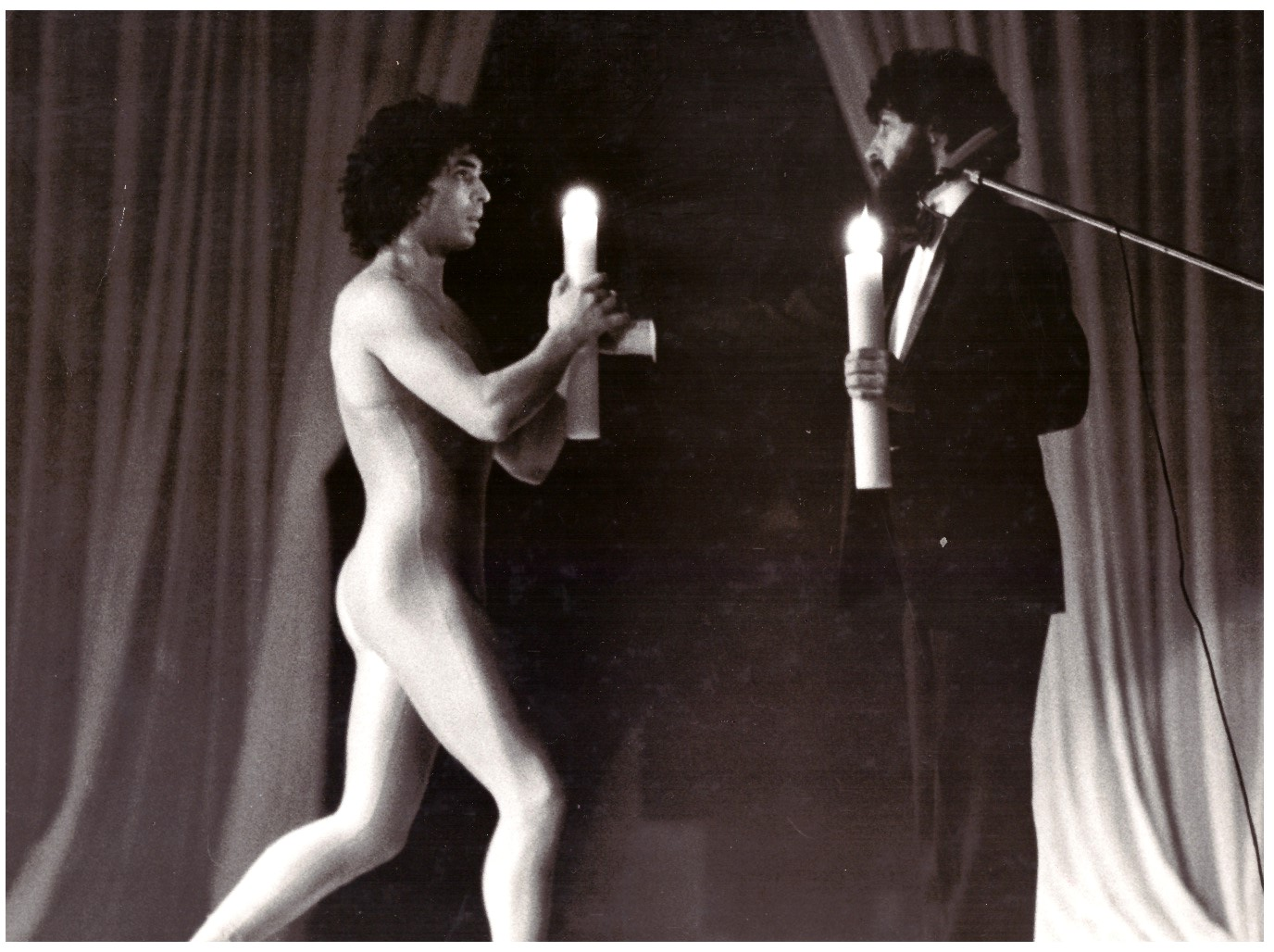
Besnyő László az Egyetemi Színpadon, 1985

Egyetemi tanulmányai után Keveházi Gábor rendezésében állította színpadra Dalok a kínai kedveshez, Lüanhoz című újabb szerzői estjét. Keveházi Gábor rendezte, koreografálta, Bán Teodóra partnereként táncolt is benne. Különlegességét az adta, hogy együtt szerepelt balett, lézer, versek, és látványshow. Totális színházra törekedtek. Az előadás sikere után turnéra indultak. Bródy Jánossal adtak két részes komplett műsort. Ezzel párhuzamosan mutatták be Darabos János rendezésében a Lézer Balett 2000 produkciót. Darabos Jánossal művészeti stúdiót is alapítottak Montage néven. A Lézer Balett 2000 előadást a Budapest Sportcsarnokban megrendezett Elektronikus Zenei Fesztiválon is bemutatták, ahol pl. Klaus Schulze és a Tangerine Dream is fellépett. Ezzel egyidőben a Magyar Állami Operaházban bemutatott Presser-Fodor: A Próba című rockbalett-előadásnak szervezett országos turnét.
A jogi tanulmányok után a Mester Ákos és Bölcs István által vezetett Újságíró Iskolában  tanult tovább. Szemináriumvezetője Rangos Katalin volt. Dolgozott a Magyar Rádióban és újságíróként is. Mivel rendszeresen megvágták, átírták az anyagait, ezt a szakmát örökre abbahagyta.

## Munkássága

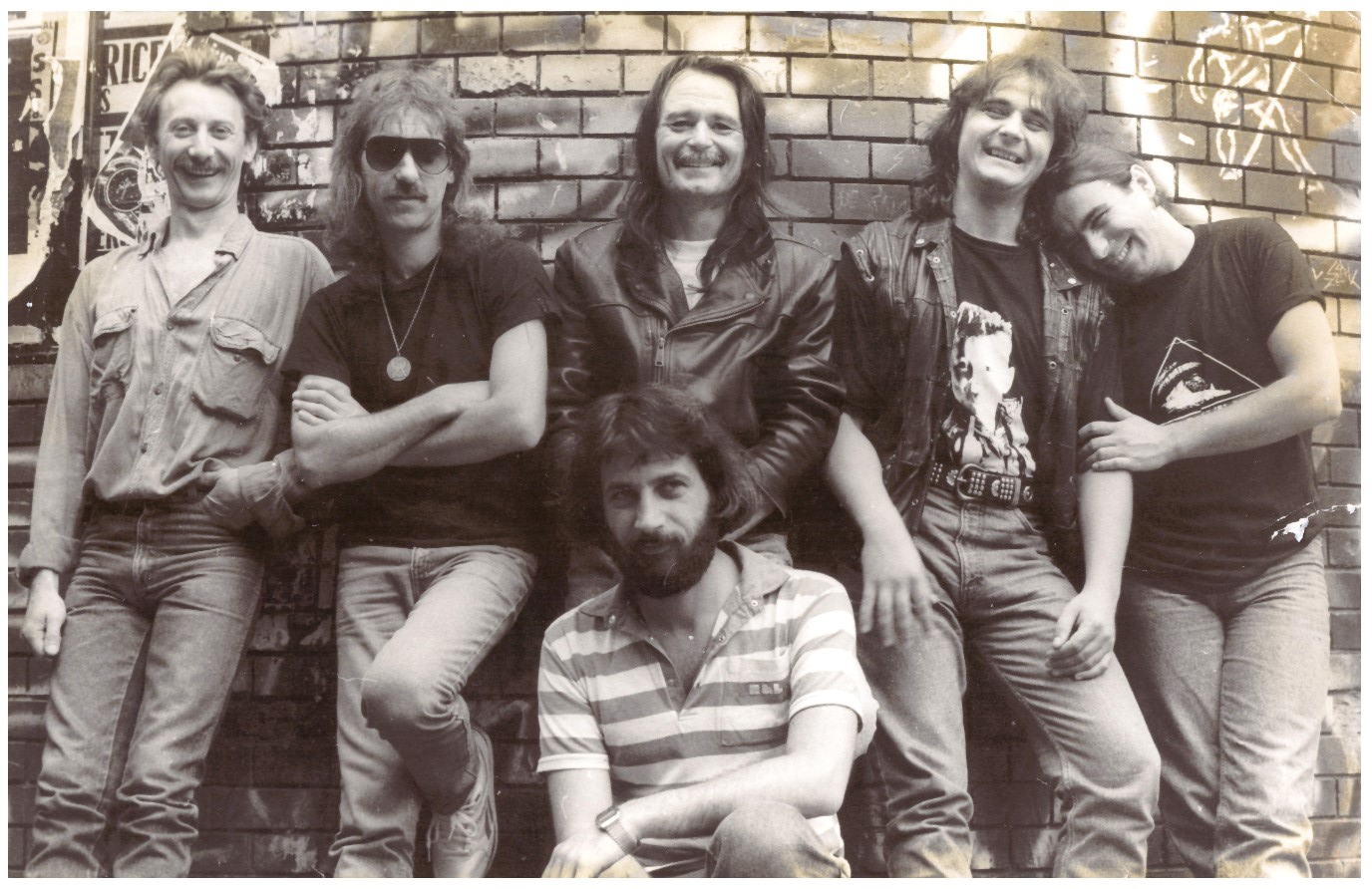
Besnyő László, a Beatrice zenekar menedzsere, 1992

Az 1985-ben megépült Petőfi Csarnokban rendszeresen megrendezett Csillagfény Disco gyártásvezetője, majd producere volt 25 éven át. 1989-ben megalapította a Krokodil Kft.-t, majd jogutódját, a Krokodil Rock Kft.-t. 1990-ben csődbe ment az állami koncertszervező cég, az akkori Országos Rendező Iroda, és 1990-től a magyar rockmezőnynek jelentős része a Krokodil Kft.-hez igazolt. 1992-ben már 156 koncertet szervezett meg.
Az 1990-es évek második felében már nem csak hazai, hanem külföldi zenekarok, zenészek (pl. Nick Cave, Jethro Tull Robert Plant, Chris Rea. Lou Reed, Slayer, Iron Maiden, Chick Corea) koncertjeinek szervezője volt.
A hazai zenei élet olyan kiemelkedő szereplőivel dolgozott együtt, mint például: Omega, Szörényi Levente, Rapülők, Bikini, Sziámi, Európa Kiadó. 1987-1992 között a Beatrice menedzsere is volt. Kb. 20 évig a Bonanza Banzai és Ákos kizárólagos turnészervezője, majd utóbbinak hosszú ideig a menedzsere.
Nagy Feróval és Suszter Lóránttal létrehozták a Rockszövetséget, ami egybefoglalta a rockkal foglalkozó zenészeket, szervezőket, technikusokat. Később a szervezet személyi és politikai ellentétek miatt megszűnt. Évekkel később Magyar Koncertszervezők Szövetségének alapítója, megválasztott elnöke.
Ennek "kihalása" után Hegedűs László és Szabó Béla közreműködésével megalapították a laza szerveződésű, jogi formát nem öntő Vének Tanácsát. Ez egy olyan, kizárólag promótereket magába foglaló szerveződés, melynek feltétele a minimum 30 éves szakmai gyakorlat.
2008-ban felhagyott menedzseri tevékenységével és azóta kizárólag koncertszervezőként, promóterként dolgozik, valamint nívós színházi produkciók színpadra állításával foglalkozik (pl. A hattyúk tava, Spartacus, Traviata).
Cége működésébe egyre jobban bevonja médiadesign művész fiát, Dánielt.
2014-ben-ben jelent meg  "Dalok Kínai Kedveseimhez" címmel első kötete.
2023 májusában került a könyvesboltokba második kötete, mely a  "Regék és Zene a Kínai Kedveshez" címet viseli. A könyv végigkíséri a költőt – metamorfózisain keresztül -a "Boldog Békeidőktől" napjainkig, s  a Megtestesült Szerelem – a Kínai Kedves alakján keresztül – minden sorsfordulójánál feltűnik mellette. Ellentétben az első kötettel, mely lazán szerkesztett írások gyűjteménye, új könyve egy egységes koncepció alapján készült. Verseiben és prózáiban felmenői mellett zsidó identitása is jelentős szerepet kap. Érdekessége a könyvnek, hogy Besnyő László négy költő barátja írásait is szerepelteti a "Vendégversek" fejezetben. Ezen kívül egy 24 oldalas színes képzőművészeti melléklet formájában négy hozzá közelálló festőművész – köztük húga, az Izraelben élő és mandalafestészetet tanító Annamari Diamant – reprodukciói is láthatóak.

## Könyvei
- Regék és zene a kínai kedveshez; vendégversek Karácsony András et al.; Krokodil Könyvek, Budapest, 2023

## Koncertjei, produkciói
40 éves promóteri pályafutása alatt – többek közt – a következő világsztárok magyarországi koncertjeit rendezte meg a Krokodil Rock Kft.:
- Robert Plant (elsőként Magyarországon)
- Jethro Tull
- Chris Rea (elsőként Magyarországon)
- Iron Maiden
- Chick Corea (elsőként Magyarországon)
- Paco de Lucía
- Nick Cave and the Bad Seeds (elsőként Magyarországon)
- Steppenwolf (elsőként Magyarországon)
- Slayer (elsőként Magyarországon)
- Nigel Kennedy
- Manu Chao (elsőként Magyarországon)
- Lou Reed (elsőként Magyarországon)
- Wu-Tang Clan
- Kijevi Balett: A hattyúk tava, Spartacus
- The Sisters of Mercy
- Laurie Anderson
- Brecker Brothers
- Dead Kennedys
- Ice T
- Public Enemy
- Megadeth
- Ten Years After

### Hazai koncertek, produkciók
- Hobo Blues Band
- Moby Dick
- Szörényi Levente, Tolcsvay László, Vujicsics együttes
- Fenyő Miklós
- Demjén Ferenc
- Edda Művek
- Bikini
- Beatrice
- Vágtázó Halottkémek
- Somló Tamás
- Ákos
- Bonanza Banzai
- Sztevanovity Zorán
- Pál Utcai Fiúk
- Omega
- Old Boys
- Európa Kiadó
- Rapülők
- Sziámi
- Müller Péter Sziámi
- Pokolgép
- Török Ádám és a Mini
- Szakcsi Lakatos Béla
- Magyar Állami Operaház: Traviata[pontosabban?]